# Asioryctitheria
De Asioryctitheria zijn een orde van uitgestorven zoogdieren uit de Eutheria die tijdens het Krijt in Centraal-Azië leefden. Het waren spitsmuisachtige insectivoren.

## Schedelstructuur
Met uitzondering van Prokennalestes hadden deze geavanceerde vormen geen meckeliaanse groef. Verder waren ze uitgerust met dubbelgewortelde hoektanden, een lagere premolaar met een gereduceerd of afwezig metaconide en een meer verlengde lagere premolaar dan hun voorgangers. Bovendien zijn het entoconide en hypoconulide op de ondermolaren niet vertakt, is het entotympanic niet aanwezig, is het alisphenoide vergroot, is er een vidiaans foramen aanwezig en een promontorium dat via de crista interfenestralis verbonden is met de processus paroccipitalis.

## Indeling
De Asioryctitheria omvat de volgende geslachten:
- Uchkudukodon
- Daulestes
- Bulaklestes
- Familie Kennalestidae
  - Kennalestes
- Familie Asioryctidae
  - Asioryctes
  - Ukhaatherium